# Belno (Bieliny)
Pour les articles homonymes, voir Belno.
Belno est une localité polonaise de la gmina de Bieliny, située dans le powiat de Kielce en voïvodie de Sainte-Croix.